# Качхе
Качхе (кор. 가체) — большой парик, который носили корейские женщины. Женщины знатного происхождения и кисэн носили парики (качхе). Как и западные современники, корейцы считали, что чем больше и выше парик, тем он красивее. Однако, существует упоминание гибели 13-летней невесты, сломавшей себе шею, когда она, надев качхе, решила встать и поприветствовать вошедшего в её комнату свёкра. Также, из-за дороговизны качхе, у некоторых семей из низших слоёв населения уходило 6-7 лет на создание нового парика для их новой невестки.
Качхе носили не только во времена династии Чосон, но и во времена Корё, трёх корейских государств, Бохайя, Каи и Кочосона. Качхе украшались шёлковыми, золотыми, серебряными изделиями, драгоценными камнями, нефритами и кораллами. Некоторые украшения, предназначенные для качхе, могли носить только члены королевской семьи.
После несчастного случая с невестой в 1788 году король Чонджо своим указом запретил ношение качхе, так как он противоречит конфуцианским ценностям. В XIX веке женщины-янбан стали носить чоктури — небольшие короны, вместо качхе. Однако, качхе, включая все его украшения, по-прежнему использовался в разной степени популярности среди кисэн и на традиционных свадьбах. Качхе обычно весил 3-4 кг.